# Mote (Einheit)
Mote war ein französisches Feld- und Flächenmaß.
- 1 Mote = 1 Morgen (Deutschl.) = zwischen 2500 und 5000 Quadratmeter